# アジアラグビーチャンピオンシップ2025
アジアラグビーチャンピオンシップ2025（Asia Rugby Championship 2025）は、アジアラグビー主催による9回目の男子国際大会。優勝チームはワールドカップ2027への出場権を得る。エミレーツ航空が冠スポンサーとなり「Asia Rugby Emirates Men's Championship 2025（アジアラグビー・エミレーツ・メンズ・チャンピオンシップ）」ともいう。

## 概要
2025年4月19日に、予選となるプレーオフ1試合を行う。これは、前年最下位のマレーシアと、前年下位大会1位のスリランカが対戦。スリランカが勝利した（後述）。
2025年6月13日から7月5日までの本大会で、前年1～3位の3チーム（香港、韓国、UAE）と、上述プレーオフ勝者1チーム（スリランカ）との、計4チームによる総当たり戦を行う。
勝ち点方式で1位が優勝となり、ワールドカップ2027への出場権を得る。
2位チームは、ラグビーアフリカ・カップ2025の準優勝チームとのプレーオフに進む。その勝者は、2025年11月にドバイで行われる最終予選（4チームで実施）に出場し優勝することで、ワールドカップ2027への出場権（最後の1枠）を得る（詳細は「ラグビーワールドカップ2027#予選プロセス」を参照）。

## 出場チーム
| チーム           | ホームスタジアム                 | ホームスタジアム                           | ホームスタジアム | ワールドラグビーランキング | ワールドラグビーランキング |
| チーム           | スタジアム                       | 場所                                       | 収容人数         | 大会前 （2025年 6月9日）   | 大会後 （2025年 7月7日）   |
| ---------------- | -------------------------------- | ------------------------------------------ | ---------------- | -------------------------- | -------------------------- |
| 香港             | 啓徳体育園                       | 香港, 九龍, 啓徳                           | 5,000            | 23位                       | 23位                       |
| 韓国             | 仁川南洞アジアードラグビー競技場 | 韓国, 仁川広域市南洞区                     | 4,968            | 35位                       | 36位                       |
| スリランカ       | コロンボ・レースコース           | スリランカ, コロンボ, シナモン・ガーデンズ | 10,000           | 39位                       | 46位                       |
| アラブ首長国連邦 | ザ・セブンズ                     | アラブ首長国連邦, ドバイ                   | 15,000           | 50位                       | 40位                       |

## 順位表
勝ち点は、勝ち4、引き分け2、負け0。ボーナスポイントは、勝敗にかかわらず4トライ以上で1、7点差以内の負けで1。
2025年7月6日現在（全3節終了時点）。
| 順位 | チーム           | 勝敗    | 勝敗 | 勝敗 | 勝敗 | 得失点 | 得失点 | 得失点    | ボーナス ポイント （BP） | 勝ち点 合計 （BP含む） | 結果                                                       |
| 順位 | チーム           | 試合 数 | 勝   | 分   | 負   | 得点   | 失点   | 得失 点差 | ボーナス ポイント （BP） | 勝ち点 合計 （BP含む） | 結果                                                       |
| ---- | ---------------- | ------- | ---- | ---- | ---- | ------ | ------ | --------- | ------------------------ | ---------------------- | ---------------------------------------------------------- |
| 1    | 香港             | 3       | 3    | 0    | 0    | 191    | 39     | +152      | 3                        | 15                     | ワールドカップ2027出場権獲得                               |
| 2    | アラブ首長国連邦 | 3       | 2    | 0    | 1    | 77     | 79     | –2        | 2                        | 10                     | ラグビーアフリカ・カップ2025の準優勝チームとのプレーオフへ |
| 3    | 韓国             | 3       | 1    | 0    | 2    | 96     | 142    | -46       | 3                        | 7                      |                                                            |
| 4    | スリランカ       | 3       | 0    | 0    | 3    | 41     | 145    | –104      | 2                        | 2                      | 下位大会へ降格                                             |

## 対戦詳細
出典：

### プレーオフ（予選）
| 2025年4月19日 16:00 SLST (UTC+5:30) | スリランカ · (前年下位大会1位) | 59–19 | マレーシア · (前年最下位4位) | コロンボ・レースコース（スリランカ, コロンボ, シナモン・ガーデンズ） レフリー: ジャコ・デ・ウィット（UAE） |
| 2025年4月19日 16:00 SLST (UTC+5:30) | レポート                       |       |                              | コロンボ・レースコース（スリランカ, コロンボ, シナモン・ガーデンズ） レフリー: ジャコ・デ・ウィット（UAE） |

- これにより、スリランカが本大会への出場が決まった。

### 第1節
| 2025年6月13日 16:00 SLST (UTC+5:30) | スリランカ      | 34–38    | 韓国            | コロンボ・レースコース（スリランカ, コロンボ, シナモン・ガーデンズ） 観客数: 2,000人 レフリー: JP・クレメンツ (UAE) |
| 2025年6月13日 16:00 SLST (UTC+5:30) | T: 5 G: 3 PG: 1 | レポート | T: 5 G: 3 PT: 1 | コロンボ・レースコース（スリランカ, コロンボ, シナモン・ガーデンズ） 観客数: 2,000人 レフリー: JP・クレメンツ (UAE) |

| 2025年6月14日 19:30 UAEST (UTC+4) | アラブ首長国連邦 | 10–43    | 香港                  | ザ・セブンズ（アラブ首長国連邦, ドバイ） レフリー: 古瀬健樹 (日本) |
| 2025年6月14日 19:30 UAEST (UTC+4) | T: 1 G: 1 PG: 1  | レポート | T: 5 G: 4 PG: 1 PT: 1 | ザ・セブンズ（アラブ首長国連邦, ドバイ） レフリー: 古瀬健樹 (日本) |

### 第2節
| 2025年6月21日 15:00 KST (UTC+9) | 韓国                  | 36–38    | アラブ首長国連邦 | 仁川南洞アジアードラグビー競技場（韓国, 仁川広域市南洞区） 観客数: 500人 レフリー: モーガン・ホワイト (香港) |
| 2025年6月21日 15:00 KST (UTC+9) | T: 4 G: 3 PG: 1 PT: 1 | レポート | T: 6 G: 4        | 仁川南洞アジアードラグビー競技場（韓国, 仁川広域市南洞区） 観客数: 500人 レフリー: モーガン・ホワイト (香港) |

| 2025年6月22日 16:30 HKT (UTC+8) | 香港       | 78–7     | スリランカ | 啓徳体育園（香港, 九龍, 啓徳） 観客数: 1,500人 レフリー: ジャコ・デ・ウィット (UAE) |
| 2025年6月22日 16:30 HKT (UTC+8) | T: 12 G: 9 | レポート | T: 1 G: 1  | 啓徳体育園（香港, 九龍, 啓徳） 観客数: 1,500人 レフリー: ジャコ・デ・ウィット (UAE) |

### 第3節
| 2025年7月4日 16:00 SLST (UTC+5:30) | スリランカ      | 21-29    | アラブ首長国連邦 | コロンボ・レースコース（スリランカ, コロンボ, シナモン・ガーデンズ） 観客数: 1,000人 レフリー: クレイグ・チャン（香港） |
| 2025年7月4日 16:00 SLST (UTC+5:30) | T: 2 G: 1 PG: 3 | レポート | T: 4 G: 3 PG: 1  | コロンボ・レースコース（スリランカ, コロンボ, シナモン・ガーデンズ） 観客数: 1,000人 レフリー: クレイグ・チャン（香港） |

| 2025年7月5日 15:00 KST (UTC+9) | 韓国            | 22-70    | 香港        | 仁川南洞アジアードラグビー競技場（韓国, 仁川広域市南洞区） 観客数: 1,000人 レフリー: 手束伊吹 (日本) |
| 2025年7月5日 15:00 KST (UTC+9) | T: 3 G: 2 PG: 1 | レポート | T: 10 G: 10 | 仁川南洞アジアードラグビー競技場（韓国, 仁川広域市南洞区） 観客数: 1,000人 レフリー: 手束伊吹 (日本) |

## マッチオフィシャル
日本ラグビーフットボール協会からは、6人（古瀬健樹、滑川剛人、手束伊吹、山内昂輝、川原佑、平川哲也）がマッチオフィシャル（審判団）として招へいされた。レフリー、副審、TMO、パフォーマンスレビューなどを担当する。

## 放送・配信
出典：
日本では、Asia Rugby Facebook、RugbyPass TV、Asia Rugby YouTube（@AsiaRugbylive）による配信で視聴できる。